# Kodeks Pracy (RFSRR)
Kodeks pracy (ros. кодекс законов о труде) – jeden z najważniejszych aktów prawnych po rewolucji październikowej i pierwszy kodeks pracy w historii Rosji. Został zastąpiony kodeksem pracy z 1922 r.
Kodeks ten został przygotowany przez specjalną komisję Ludowego Komisariatu Sprawiedliwości (Наркомюст) i Ogólnozwiązkową Centralną Radę Związków Zawodowych (ВЦСПС) i wprowadzony bez zgody Ogólnorosyjskiego Centralnego Komitetu Wykonawczego Rad w grudniu 1918 r., choć podczas nasilania się komunizmu wojennego faktycznie nie był realizowany. Kodeks składał się z wstępu, 9 rozdziałów i 137 artykułów. Kodeks odnosił się tylko do osób zatrudnionych i otrzymujących wynagrodzenie (pracownicy najemni).
Do najważniejszych postanowień kodeksu zalicza się:
- ustanowienie 8-godzinnego dnia pracy i 7-godzinnej nocy pracy, oraz zmniejszony czas pracy dla osób poniżej 18. roku życia, ale wprowadzono także godziny nadliczbowe – czyli pracę w wyjątkowych okolicznościach,
- prawo pracownika do wynagrodzenia co najmniej raz na dwa tygodnie,
- prawo do posiłku w czasie pracy,
- prawo do nakarmienia dziecka w czasie czasu pracy, przy czym zaliczał się on do czasu pracy (brak utraty zarobków),
- możliwość rezygnacji z pracy,
- prawo do ciągłego odpoczynku, nie krótszego niż 42 godziny tygodniowo (zamiast ustawowo wolnej niedzieli i 6-godzinnej soboty),
- miesięczny urlop wypoczynkowy,
- obowiązek pracy dla osób w wieku od 16-50 lat (uczniowie i studenci byli uznani za pracowników, a osoby niezdolne do pracy zwolnione),
- prawo do pracy, każdy musiał otrzymać pracę i wynagrodzenie, a jeśli nie to zagwarantowano zasiłki,
- związkom zawodowym zagwarantowano udział w podejmowaniu decyzji z zakresu zatrudnienia, wynagrodzenia, zwolnienia i innych spraw socjalno-bytowych pracowników,
- ustanowienie minimalnego wynagrodzenia, nie niższego niż minimum egzystencji,
- wprowadzenie Funduszu Ubezpieczeń Bezrobotnych, który wypłacał zasiłki dla bezrobotnych, oraz lokalnych Funduszy Ubezpieczeń Zdrowotnych, zapewniających opiekę zdrowotną,
- powołano Inspekcję Pracy i urzędy pracy,
- kodeks regulował także pojęcia: praca zmianowa, norma pracy, dni wolne od pracy (łącznie 6).